# Ted Leonsis

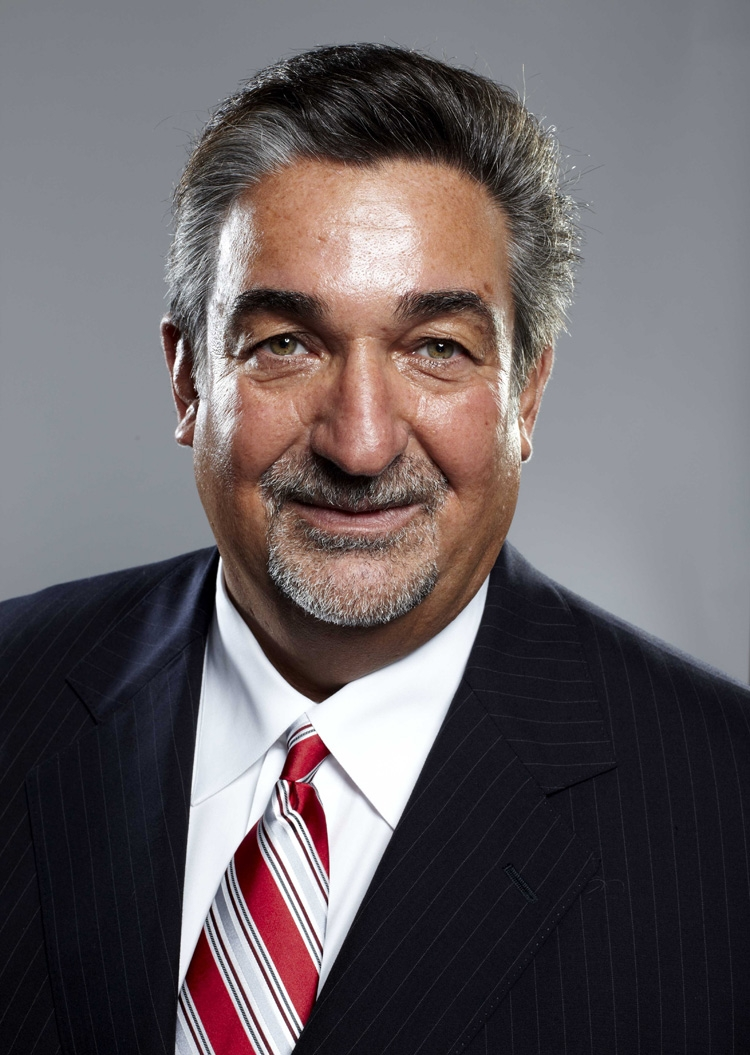
Leonsis, 2013

Theodore John Leonsis (* 8. Januar 1957 in Brooklyn, New York) ist ein US-amerikanischer Unternehmer und Mäzen griechischer Abstammung. Darüber hinaus war er auch als Politiker und Autor tätig. Bekannt wurde er als leitender Angestellter bei America Online (AOL) und Eigentümer des Unternehmens Monumental Sports & Entertainment. 

## Leben
Leonsis wurde am 8. Januar 1957 in Brooklyn als Sohn griechischer Einwanderer geboren. Er arbeitete erst im elterlichen Lebensmittelgeschäft und besuchte die Brooklyn Technical High School und anschließend die Lowell High School, welche er 1973 abschloss. An der Georgetown University studierte er Amerikanistik und kam über das Arbeiten mit Lochkarten zur Informatik. Als Praktikant war er für den Abgeordneten Paul Tsongas tätig. 

## Beruflicher Werdegang
Leonsis arbeitete bei Wang Laboratories als Manager für Unternehmenskommunikation und bei Harris Corp. als Marketingleiter. Anschließend gründete er die Computerzeitschrift LIST mit einem Partner und verkaufte diese zwei Jahre später an Thomson Reuters. Mit dem Erlös gründete er 1987 Redgate Communications Corporation und verkaufte diese an AOL deren Mitarbeiter er wurde und zeitweise leitete.
Aus einem Sponsoring heraus wandte sich Leonsis dem Sportbereich zu und gründete Monumental Sports & Entertainment, der zahlreiche Sportfranchises gehören, darunter die Washington Capitals, die Washington Wizards, die Washington Mystics, die Washington Valor und Baltimore Brigade. Zum Unternehmen gehört auch die Capital One Arena in Washington, DC.
Von 2008 bis 2020 führte er die unabhängige Filmproduktionsgesellschaft SnagFilms, die kritische Filme wie Super Size Me und Nanking produzierte.

## Werke als Autor
- James Chposky und Ted Leonsis: Blue Magic: The People, Power and Politics Behind the IBM PC, 1989
- Ted Leonsis und John Buckley: Business of Happiness: 6 Secrets to Extraordinary Success in Life and Work , 2010